# Orexad
Orexad est une entreprise française basée à Lyon, soumise à la société mère Rubix et spécialisée dans la distribution business to business de fournitures pour l'industrie.

## Historique
Orexad a été créé en 2007 à la suite de la fusion entre Orefi et la partie fourniture industrielle d'Auto Distribution,.
En 2017, Orexad a réalisé un chiffre d'affaires de 649 millions d'euros en France. À la suite du rachat du groupe IPH en septembre 2017, propriétaire d'Orexad, par Advent International, déjà propriétaire de Brammer, Orexad annonce le renforcement de son positionnement en France,.
Le modèle de croissance d'Orexad est basé sur la croissance externe. Le réseau de distribution Orexad est passé de 96 agences commerciales en 2013 à 200 agences en 2018.
À partir de 2015, afin d'accélérer sa transformation numérique, Orexad a développé plusieurs types de solutions E-business, a adapté ses tarifs sur son site de commerce électronique à chacun de ses clients et a réorganisé sa logistique pour s'adapter aux contraintes du commerce électronique. La culture numérique reste au centre de la stratégie d'entreprise en 2018.

## Produits et Services
- Outillage et Métrologie
- Maintenance
- Équipement de protection individuelle
- Usinage
- Soudage
- Transmission (mécanique)
- usinage
- Pneumatique